# Círculo de Viena

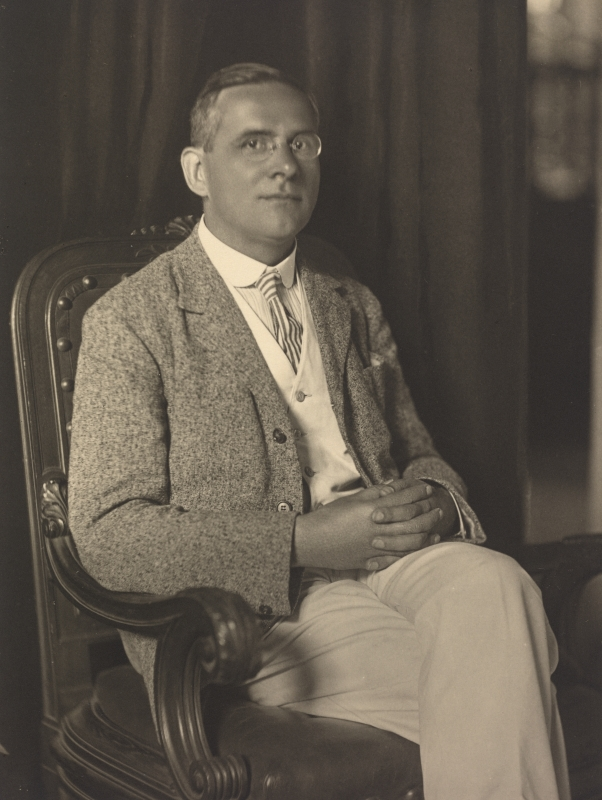
Moritz Schlick, circa 1930.

El Círculo de Viena (en alemán: Wiener Kreis) fue un prominente grupo de destacados científicos y filosófos, provenientes de los campos de las ciencias naturales y sociales, la lógica y las matemáticas, que se reunieron regularmente entre 1924 y 1936 en la Universidad de Viena, en Viena, Austria. Formado en 1921 por el filósofo austríaco Moritz Schlick y disuelto definitivamente en 1936, el Círculo de Viena tuvo una profunda influencia en la filosofía del siglo XX, especialmente en la filosofía de la ciencia y la filosofía analítica. Este movimiento, conocido con el nombre original de Círculo de Viena para la concepción científica del mundo, se ocupaba principalmente de la lógica de la ciencia, considerando la filosofía como una disciplina encargada de distinguir entre lo que es ciencia y lo que no, y de la elaboración de un lenguaje común a todas las ciencias.
La posición filosófica del Círculo de Viena ha sido llamada empirismo lógico (en alemán: logischer Empirismus), positivismo lógico o neopositivismo. Fue influida por la obra de Ernst Mach, David Hilbert, el convencionalismo francés (Henri Poincaré y Pierre Duhem), Gottlob Frege, Bertrand Rusell, Ludwig Wittgenstein y Albert Einstein. El Círculo de Viena era pluralista y comprometido con los ideales de la ilustración. Le unificaba el propósito de hacer científica a la filosofía con la ayuda de la lógica moderna. Temas principales incluyeron debates fundacionales en ciencias naturales y sociales, lógica y matemáticas, la modernización del empirismo por parte de la lógica moderna, la búsqueda de un criterio empirista de significado, la crítica de la metafísica y la unificación de las ciencias en la unidad de la ciencia.
El Círculo de Viena apareció públicamente con la publicación de varias series de libros–Schriften zur wissenschaftlichen Weltauffassung (Monografías sobre la concepción científica del mundo), Einheitswissenschaft (Ciencia unificada) y la revista académica Erkenntnis (Conocimiento)– así como la organización de congresos internacionales en Praga, Königsberg (conocida actualmente como Kaliningrado), París, Copenhague. Cambridge (Reino Unido) y  Cambridge, Massachusetts. Su perfil público era brindado por la Sociedad Ernst Mach (en alemán: Verein Ernst Mach) a través de la cual lo miembros del Círculo buscaron popularizar sus ideas en el contexto de programas de educación popular en Viena. 
Destacó por su postura radicalmente antimetafísica y su concepción lógica de las matemáticas. Organizó el primer congreso internacional de epistemología en Praga en 1929 y fundó la revista (Erkenntnis) en 1930. Durante la era del austrofascismo y tras la anexión de Austria por parte de la Alemania nazi, la mayoría de miembros del Círculo de Viena se vieron obligados a emigrar. El asesinato de Schlick en 1936 a manos de su antiguo estudiante Johann Nelböck, puso fin al Círculo de Viena en Austria. En la actualidad, el Círculo de Viena ya no representa un programa de investigación activo, pero influyó fuertemente en el desarrollo de la filosofía analítica y en la historia reciente de la filosofía de la ciencia.

## Historia
Los miembros del círculo de Viena publicaron en 1929 su manifiesto programático, en un opúsculo titulado La visión científica del mundo. Propusieron utilizar un lenguaje común que debía ser elaborado por la filosofía, basándose en el lenguaje de la física, por ser esta la disciplina científica de mayores avances y la que practicaban profesionalmente muchos de los miembros del círculo. Para el Círculo de Viena la filosofía tiene la acepción de una disciplina más bien ligada a la lógica y al empirismo inglés, que define lo relevante de los enunciados. La publicación en 1922, por parte de Ludwig Wittgenstein de su Tractatus logico-philosophicus, influyó en los trabajos del Círculo y reafirmó posiciones previas en cuanto a tratar la ciencia como un conjunto de proposiciones relevantes y con sentido.
El proyecto del Círculo de Viena comenzó a difundirse a partir de los trabajos de la revista Conocimiento dirigida por Rudolf Carnap, en la cual se publicaron los principales aportes de este movimiento. Karl Popper hizo una presentación de su obra La lógica de la investigación científica que influyó en forma importante en el Círculo. Si bien se identificó con ciertas premisas que están en falsacionismo, nunca se consideró o asoció posteriormente con el Círculo siendo un crítico de su positivismo.
El Círculo de Viena se disolvió producto de la presión política y ascenso del nazismo en Austria. En 1936, Moritz Schlick fue asesinado por un estudiante nazi, Johann Nelböck, situación justificada por la prensa alemana de la época. Tras estos acontecimientos, la mayor parte de los miembros del Círculo de Viena escaparon a otros países (principalmente, a los Estados Unidos), donde siguieron desarrollando su filosofía: el positivismo lógico, pero ya no como un círculo, sino de manera diseminada.
En 1939, Rudolf Carnap, Otto Neurath y Charles Morris publicaron la Enciclopedia Internacional de la Ciencia Unificada. Si bien el empirismo lógico siguió desarrollándose por un tiempo, este volumen se considera el último trabajo realizado por el Círculo de Viena.

## Filosofía
La filosofía del Círculo de Viena aboga por una concepción científica del mundo, defendiendo el empirismo de David Hume, John Locke y Ernst Mach, el método de la inducción, la búsqueda de la unificación del lenguaje de la ciencia y la abolición de la metafísica en el ámbito científico. Esta filosofía es una forma de empirismo y una forma de positivismo conocida con los nombres de positivismo lógico, neopositivismo, empirismo lógico o neoempirismo, aunque los miembros del Círculo de Viena preferían llamarlo empirismo consecuente.
El positivismo y el empirismo lógico o neoempirismo no precisaban distinción alguna, pues disponían de criterios objetivos con los que poder responder: los principios de verificación y de confirmación respectivamente. Sin embargo, tan pronto como se identifica el conocimiento con el conocimiento probado o confirmado, en cierto grado surge el escollo de tener que justificar el inductivismo como doctrina legitimadora de las inferencias. De este escollo se ven libres las concepciones instrumentalistas, que basan la aceptabilidad en criterios utilitaristas.

## Miembros del Círculo de Viena
- Moritz Schlick
- Rudolf Carnap
- Otto Neurath
- Olga Hahn-Neurath
- Herbert Feigl
- Philipp Frank
- Friedrich Waismann
- Hans Hahn
- Hans Reichenbach
- Kurt Gödel
- A. J. Ayer
- Charles Morris
- Felix Kaufmann
- Victor Kraft
- Carl Hempel
- Rose Rand

## Antecedentes
Podemos considerar como precursores del Círculo de Viena a los siguientes autores.
- Auguste Comte
- Gottlob Frege
- John Locke
- David Hume
- Ernst Mach
- Bertrand Russell
- Ludwig Wittgenstein
- Hans Kelsen
- Descartes